# Thomas Chatterton
Thomas Chatterton (Bristol, 20. studenog 1752. – London, 25. kolovoza 1770.), engleski pjesnik.
Od ranog djetinjstva čitao je stare srednjovjekovne rukopise i već u svojoj dvanaestoj godini sastavlja pjesničke mistifikacije. Izmislio ej lik Thomasa Rowleya, tobožnjeg svećenika iz XV. stoljeća, te zaodjenuvši svoje pjesme u starinski jezik podmeće ih kao tvorevine drevnoh barda. 
U 15. godini postao je odvjetnički pisar, a zatim odlazi u London, gdje se otkriva da su Rowleyeve pjesme falsifikat. Chatterton se pokušava izdržavati suradnjom u novinama, no novine loše plaćaju njegovu suradnju, a prijatelji mu uskraćuju pomoć, te u neimaštini i očajučini samoubojstvo u svojoj 18. godini. Njegovo književno djelo, usprkos fragmentarnosti i autorovoj mladosti, jedna je od najsnažnijih pojava engleske predromantike. Njegova osobna tragedija i izuzetna pjesnička zrelost učinile su ga miljenikom engleskih romantika (Shelley, Wordsworth, Coleridge, Keats).

## Djela
- "Pjesme za koje se pretpostavlja da su Bristolu pisali Thomas Roweley i ostali iz XV. stoljeća".